# Sulam
Sulam (hebr. סולם; arab. سولم; ang. Sulam) – wieś beduińska położona w Samorządzie Regionu Bustan al-Mardż, w Dystrykcie Północnym, w Izraelu.

## Położenie
Wieś jest położona na wysokości od 100 do 140 m n.p.m. u podnóża południowo-zachodnich zboczy góry Giwat ha-More (515 m n.p.m.), która ku północy i zachodowi opada do Doliny Jezreel w Dolnej Galilei, na północy Izraela. Na wschód od wsi płynie strumień Schunem, a na zachód jest strumień Merchawja. W jej otoczeniu znajduje się miasto Afula, moszawy Merchawja i Kefar Jechezkel, kibuc Jizre’el, oraz wieś Ad-Dahi.
Sulam jest położona w Samorządzie Regionu Bustan al-Mardż, w Poddystrykcie Jezreel, w Dystrykcie Północnym Izraela.

## Historia

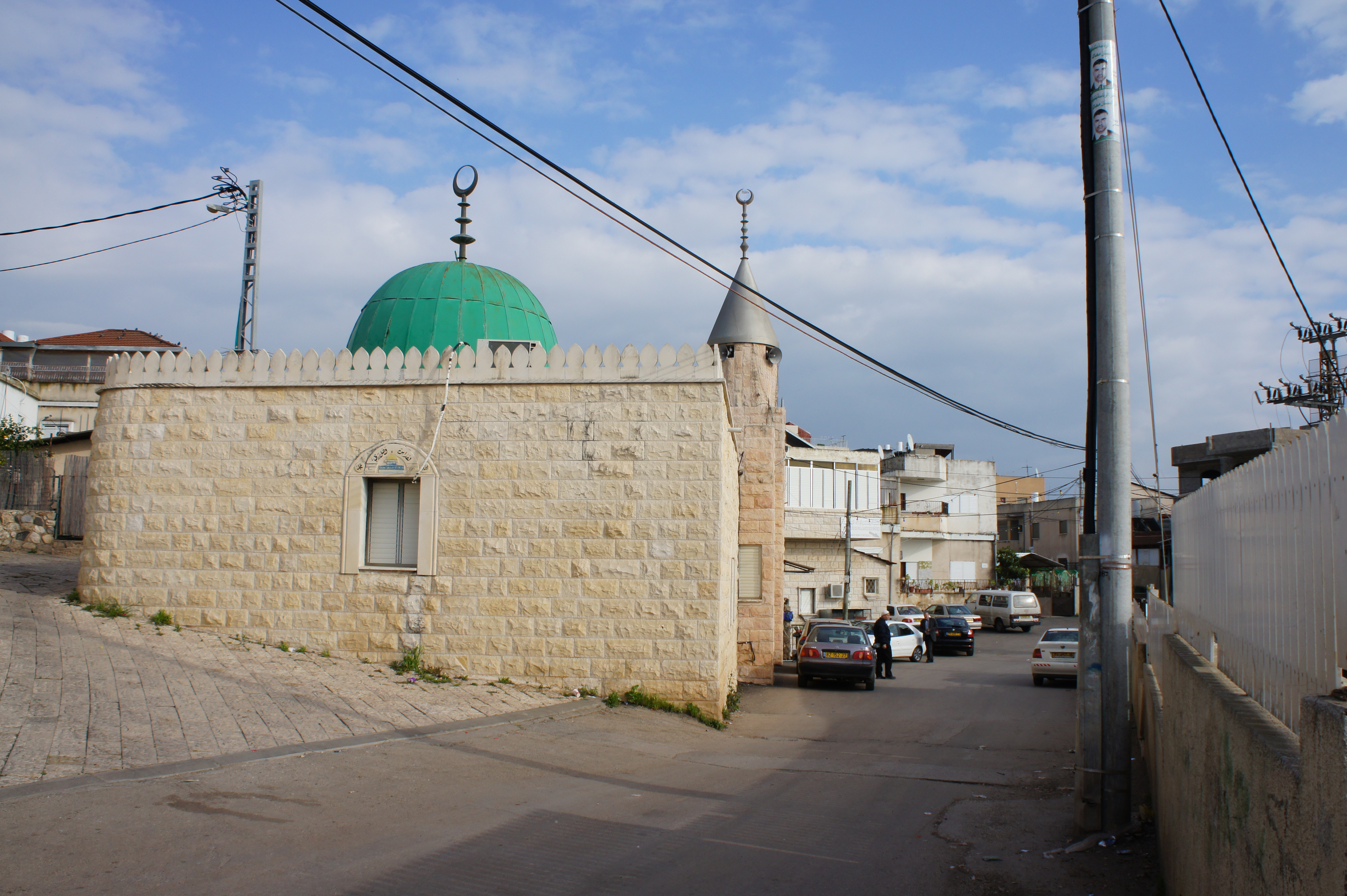
Meczet we wsi Sulam

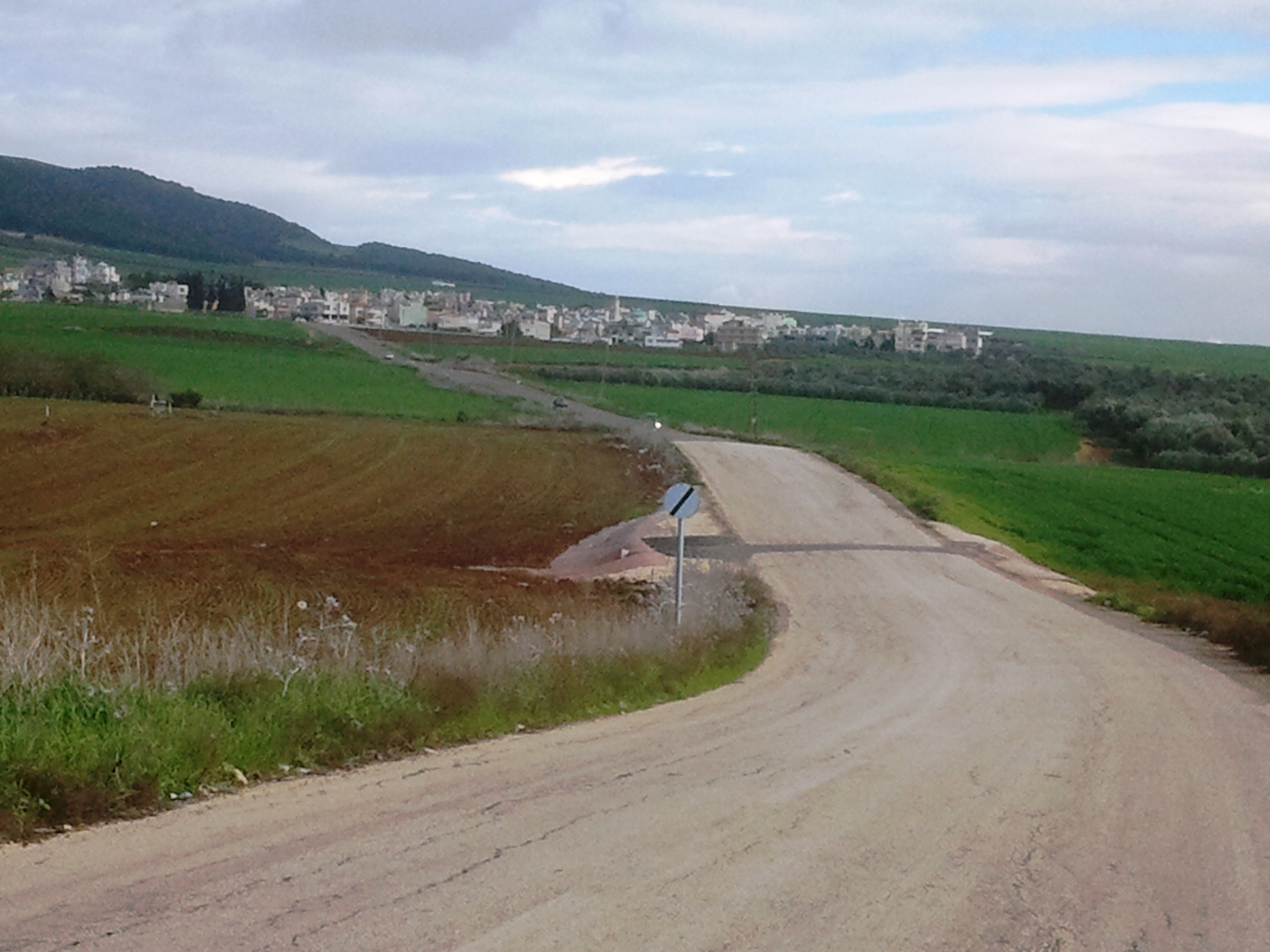
Droga dojazdowa do wsi Sulam

Wieś jest identyfikowana z lokalizacją biblijnego miasta Szunem.
Współczesna wieś została założona w XVIII wieku przez członków beduińskiego klanu Zaubija, którzy przybyli do Palestyny z Jordanii. Początkowo mieszkali w sąsiedniej wiosce Ad-Dahi, a następnie założyli swoją własną osadę. Pod koniec XIX wieku francuski podróżnik Victor Guérin opisał Sulam jako biedną wieś, posiadającą zaledwie jeden kamienny dom. Na początku XX wieku rozpoczęło się osadnictwo żydowskie w Palestynie. Realizując plany Światowej Organizacji Syjonistycznej, różne żydowskie organizacje wykupywały od 1910 roku grunty w Dolinie Jezreel. To właśnie wtedy, w 1911 roku w sąsiedztwie wioski Sulam powstało eksperymentalne gospodarstwo rolne spółdzielnia Merchawja – członkowie organizacji syjonistycznych uczyli się w nim podstaw rolnictwa. Po I wojnie światowej w 1918 roku cała Palestyna przeszła pod panowanie Brytyjczyków, którzy w 1921 roku utworzyli Brytyjski Mandat Palestyny. Umożliwiło to dalszy rozwój żydowskiego osadnictwa w Dolinie Jezreel, i w 1922 roku na miejscu spółdzielni Merchawja powstał moszaw o tej samej nazwie. W poszukiwaniu skutecznego rozwiązania narastającego konfliktu izraelsko-arabskiego w dniu 29 listopada 1947 roku została przyjęta Rezolucja Zgromadzenia Ogólnego ONZ nr 181. Zakładała ona między innymi, że wieś Sulam miała znaleźć się w granicach nowo utworzonego państwa żydowskiego. Arabowie odrzucili tę rezolucję i dzień później doprowadzili do wybuchu wojny domowej w Mandacie Palestyny. W trakcie jej trwania mieszkańcy Sulam zawarli porozumienie z sąsiednim żydowskim moszawem, który gwarantował arabskim sąsiadom bezpieczeństwo. W wyniku I wojny izraelsko-arabskiej wieś Sulam znalazła się w granicach państwa Izrael. W listopadzie 1969 roku w rejonie wioski doszło do serii ataków na żydowskie pojazdy. W rezultacie, we wsi wprowadzono godzinę policyjną, a ponad 50 młodych mieszkańców zostało zatrzymanych na przesłuchania (po tygodniu zniesiono godzinę policyjną). Dopiero po dwóch latach udało się rozbić komórkę terrorystyczną Ludowego Frontu Wyzwolenia Palestyny, która odpowiadała za ataki w pobliskim mieście Afula.

## Demografia
Wieś Sulam jest zamieszkała przez Beduinów i Arabów:

## Gospodarka i infrastruktura
Gospodarka wsi opiera się na rolnictwie. We wsi znajduje się przychodnia zdrowia i sklep wielobranżowy.

## Transport
Ze wsi wyjeżdża się drogą nr 7155 na zachód. Dojeżdża się nią do moszawu Merchawja, a następnie do kibucu Merchawja i skrzyżowania z drogą nr 71 na przedmieściach Afuli.

## Edukacja i kultura
We wsi znajduje się przedszkole i szkoła podstawowa. Jest tu także boisko do piłki nożnej. Wieś posiada własny meczet al-Nur.

## Turystyka
Na północ od wsi znajduje się Rezerwat przyrody Giwat ha-More obejmujący częściowo zalesione stoki góry More.